# 長崎県立有馬商業高等学校
長崎県立有馬商業高等学校（ながさきけんりつ ありましょうぎょうこうとうがっこう, Nagasaki Prefectural Arima Commercial High School）は、長崎県南島原市に所在した公立の商業高等学校。

## 概要
歴史
1949年（昭和24年）に「長崎県立口加高等学校北有馬分校」として開校し、1955年（昭和30年）に「長崎県立島原南高等学校有馬分校」となる。1974年（昭和49年）に「長崎県立有馬商業高等学校」して独立。2005年（平成17年）に長崎県の高校再編によって、長崎県立島原南高等学校と統合され、総合学科を有する「長崎県立島原翔南高等学校」が島原南高等学校の校地に開校した。同年有馬商業高等学校は募集を停止し、2007年（平成19年）3月31日に閉校した。
設置課程・学科
全日制課程 商業科
校訓
「自律・創造」
校歌
作詞は宮崎康平、作曲は宇野誠一郎によるもの。3番まであり、各番とも「その名は有馬 有馬商業」で終わる。
校章
有馬氏の家紋をもとにデザインされた背景に「商高」の文字（縦書き）を置いている。
同窓会
島原翔南高等学校・島原南高等学校の同窓会と統合され、「島原南 有馬商業 島原翔南同窓会」と称している。関東に支部を置く。

## 沿革
- 1949年（昭和24年）5月 - 「長崎県立口加高等学校北有馬分校」（定時制家庭科）が開校。
- 1953年（昭和28年）4月 - 家庭科を増設。
- 1955年（昭和30年）4月 - 「長崎県立島原南高等学校有馬分校」となる。
- 1956年（昭和31年）3月 - 新校舎に移転。
- 1969年（昭和44年）3月 - 全日制課程商業科を1学級新設。定時制課程の募集を停止。
- 1974年（昭和49年）4月 - 「長崎県立有馬商業高等学校」として独立。
- 2005年（平成17年）4月1日 - 募集を停止。「長崎県立島原翔南高等学校」（総合学科）が島原南高等学校校地に新設。
- 2007年（平成19年）3月31日 - 閉校。52年の歴史に幕を下ろす。

## 跡地の活用
- 南島原市は旧・有馬商業高等学校跡地を文化スポーツ施設として活用することを検討している[1]。

## アクセス
- 島鉄バス　「塔ノ前」バス停
- 国道251号　島原街道沿い

## 周辺
- コメリ南有馬店